# Le Festin chinois
Pour plus de détails, voir Fiche technique et Distribution.
Le Festin chinois (金玉滿堂, Jīnyù mǎntáng) est un film hongkongais réalisé par Tsui Hark, sorti en 1995.

## Synopsis
Refusant de faire carrière en tant que petite frappe dans la pègre locale, Chiu décide de devenir maître cuisinier. Introduit dans un restaurant, il devient le larbin du patron et le nouveau favori de sa fille, passablement excentrique. Le restaurant se retrouve menacé par un maître cuisinier mongol, qui lui lance le défi du Festin Chinois : un duel sur les recettes du somptueux banquet Festin Mandchou-Han.

## Fiche technique
- Titre : Le Festin chinois
- Titre original : 金玉滿堂 (Jīnyù mǎntáng)
- Titre anglais : The Chinese Feast
- Réalisation : Tsui Hark
- Scénario : Philip Cheng et Man Fai Ng
- Production : Raymond Wong
- Musique : Lowell Lo
- Photographie : Peter Pau
- Montage : Marco Mak
- Pays d'origine : Hong Kong
- Format : Couleurs - 2,35:1 - Dolby Surround - 35 mm
- Genre : Comédie, romance
- Durée : 100 minutes
- Dates de sortie : 28 janvier 1995 (Hong Kong), 28 janvier 1998 (France)

## Distribution
- Kenny Bee : Kit
- Leslie Cheung : Chiu
- Chiu Man-cheuk : Lung Kwun-Bo
- Fan Yik-Man : L'ancienne petite amie de Chiu
- Ho Ka-Kui : Le patron de Chiu
- Peter Lai : Personnel de cuisine
- Shun Lau : M. Kawasaki
- Law Kar-ying : Au Siu-Fung
- Ni Suk Kwan : Mlle Cheuk
- Peter Pau : Chef du Restaurant Nord Ouest
- Wong Yut Fei : Personnel de cuisine
- Xiong Xin-xin : Wong Wing
- Anita Yuen : Au Ka-Wai

## Commentaires
Ce film est une ode à la cuisine chinoise, comme peut l'être La Grande Bouffe à la cuisine française.[réf. nécessaire] Il est remarqué à l'époque de sa sortie en France par son mélange des arts martiaux et du Kung-fu, à l'image de Shaolin Soccer qui le mélange avec le football.

## Autour du film
Dans le film, les personnages principaux se demandent quel est le chanteur qui passe à la radio : l'un d'eux répond : "Pas Leslie Cheung", qui a effectivement une carrière de chanteur qu'il reprend en 1995.
Il s'agit du premier film hongkongais de Tsui Hark à bénéficier d'une sortie commerciale en France (où ses films américains avaient par contre été distribués).